# Talina Benderer
Talina Benderer (* 15. Mai 2006) ist eine Schweizer Eishockeytorhüterin.

## Karriere
Talina Benderer stand bereits mit zwei Jahren auf den Schlittschuhen und entschied sich mit neun Jahren für die Rolle der Torhüterin. Sie begann ihre Vereinskarriere in der Saison 2016/17 bei der U15 des Club da Hockey Engiadina (CdH, auch HC). Zur Saison 2019/20 wechselte sie zum EHC St. Moritz, wo sie hauptsächlich in der U17-Top Meisterschaft zum Einsatz kam. Zur Saison 2023/24 wechselte sie wieder zu ihren Stammverein HC Engiadina, wo sie das Tor der 2.-Liga-Herrenmannschaft hütet und gleichzeitig für Hockey Grischun Sud U20 in der U20-A Meisterschaft spielt.

### International
In der Saison 2022/23 wurde sie erstmals in die U 18 Nationalmannschaft berufen. Im Januar 2024 bestritt sie an der U18-Weltmeisterschaft in Zug ihr erstes internationales Turnier und sicherte sich mit ihren Mitspielerinnen gegen Deutschland im letzten Spiel den Klassenerhalt. Nach der U18-Weltmeisterschaft wurde die junge Torhüterin ins Nationalteam von Head Coach Colin Muller für die Euro Hockey Tour in Liberec berufen, wo sie am 7. Februar gegen Deutschland ihr Debüt feierte.